# Зоран
Зоран је српско мушко лично име. Према „Речнику личних имена код Срба” име Зоран је од речи „зора”. Углавном се дају деци рођеној у зору, у освит дана. У пренесеном смислу дарују се деци да буду вредна – ранораниоци, зор(а). Једно је од најстаријих имена и верује се да је старословенског порекла, иако поједини етимолози наводе да је реч о изворном српском имену, које је последњих година постало веома популарно, пре свега због свог значења, а све чешћег „враћања” људи својим „коренима” и традицији. Налази се међу 100 најпопуларнијих мушких имена у Србији. Женска варијанта овог имена је Зорана према мушком Зоран и Зоранка изведено од мушког имена Зоран.
Од имена Зоран изведена су презимена: Зоранић (Зоран), Зорановић (Зоран).

## Порекло имена
За порекло имена Зоран (као и за варијације имена у разним језицима овог личног имена у женском роду) постоје две теорије, од којих је свака за себе веома прихватљива, по правилу се наводе при опису овог имена.
- Наиме, према првом схватању, име Зоран је изведено од властите именице „Зора“, која је била богиња јутра; зора; сванућа и светлости код старих јужнословенских народа.
- По другом мишљењу, а са истим значењем, име Зоран потиче од именице „зора“, што значи „почетак дана“, односно зора или јутро.

Када се значење имена Зоран не посматра „буквално“, оно се може тумачити на веома леп или занимљив начин, а најчешће се верује да су то „мушкарци који доносе светлост“, „мушке особе које „зраче“ енергијом и зраче топлином“; „особе које имају способност да помогну другима да реше своје проблеме“; „они који су сунце“.
Ово мушко лично име обично су давали оној деци која су се рађала рано ујутру, а сматрала се да су „росом окупана“ и „осунчана“, и да би имала много среће у животу.
У Србији, лично мушко име Зоран налази се на датој листи међу сто најпопуларнијих мушких имена, и заузима 58. место, за 2016. годину.
У Републици Српској име Зоран је на 62. мјесту листе сто најпопуларнијих мушких имена.
Зоранови дани или „имендани“ обележавају се три пута у једној календарској години, првенствено у Србији и Републици Српској, 24. фебруара; 20. јула и 20. августа.

## Познате личности
- Зоран Ђинђић (српски премијер који је убијен у атентату испред зграде Владе Србије 2003. године.)
- Зоран Анђелковић – српски политичар.
- Зоран Лилић – српски политичар.
- Зоран Алимпић – српски политичар.
- Зоран Живковић – српски политичар.
- Зоран Ђорђевић – српски политичар.
- Зоран Јакшић – српски писац; преводилац и научник.
- Зоран Андрић – српски композитор и диригент.
- Зоран Живковић – српски писац.
- Зоран Калезић – српски певач народне и народне музике.
- Зоран Цане Костић - српски рок музичар.
- Зоран Радмиловић – познати српски глумац.
- Зоран Цвијановић - познати српски филмски глумац.
- Зоран Ранкић – српски позоришни глумац.
- Зоран Тошић – српски фудбалски репрезентативац.
- Зоран Бата Мирковић - познати српски фудбалер